# بسیج دانشجویی
بسیج دانشجویی یکی از تشکل‌های وابسته به سازمان بسیج مستضعفین است که به صورت ویژه برای دانشجویان برنامه‌ریزی شده است. بسیج دانشجویی در دوم آذر ماه ۱۳۶۷ با فرمان سید روح‌الله خمینی تشکیل شده است.
پایین‌ترین سطح در سلسله مراتب بسیج دانشجویی مربوط به بسیج دانشکده‌ها است و در هر دانشکده یک پایگاه بسیج تأسیس می‌شود. بسیج دانشکده‌ها زیرمجموعهٔ بسیج کل یک دانشگاه هستند که به آن حوزه بسیج اطلاق می‌شود. در سطح بالاتر در هر استان، بسیج دانشجویی تمام دانشگاه‌های استان (حوزه‌ها) زیرمجموعهٔ ناحیه مقاومت بسیج دانشجویی استان حساب می‌شوند و در بالاترین سطح نیز هر ناحیهٔ مقاومت بسیج دانشجویی زیرمجموعهٔ سپاه پاسداران استان فعالیت می‌کند. بدین ترتیب، هر سپاه استانی نهاد فرادست یک ناحیهٔ مقاومت بسیج دانشجویی است.
تشکیلات بسیج دانشجویی بسته به شرایط هر دانشگاهی، معاونت‌ها و سیستم سازمانی جداگانه‌ای دارد؛ امّا هدف اصلی و خط فکری همهٔ مراکز در یک راستا و جهت است.
اتحادیه اروپا روز دوشنبه ۲۲ مه ۲۰۲۳ سازمان بسیج دانشجویی را به دلیل «نقض حقوق بشر و سرکوب، ربایش و شکنجه» تحت تحریم قرار داد.

## تاریخچه
در واپسین روزهای زندگی روح‌الله خمینی، او در پیامی که بخشی از آن اختصاص به تأسیس بسیج دانشجو و طلبه داشت، همهٔ جوانان را به آنچه جهاد علمی و مبارزهٔ خستگی‌ناپذیر در سنگر علم و اعمال نامیده بود، فراخواند و بسیج دانشجویی با هستهٔ مرکزی دانشجویان نزدیک به خط مشی او شکل گرفت.

## اهداف
اهداف و وظایف و شرایط عضویت در بسیج دانشجویی طبق آیین‌نامهٔ اجرایی صادرشده از شورای عالی انقلاب فرهنگی معین می‌شود. از جمله اهدافی که برای بسیج دانشجویی تعریف شده، به موارد زیر اشاره شده است:
- ترویج اسلام در دانشگاه‌ها و مراکز آموزش عالی
- زمینه‌سازی برای تحقق جنبش نرم‌افزاری و نهضت تولید علم بومی و دینی و زمینه‌سازی و کمک برای اسلامی شدن دانشگاه‌ها
- تبیین، ترویج و تحقق فرامین و رهنمودهای رهبران پیشین و کنونی جمهوری اسلامی ایران، یعنی سید روح‌الله خمینی و سید علی خامنه‌ای
- تحکیم و تعمیق ارزش‌های انقلاب اسلامی و تبیین و توسعهٔ فرهنگ اسلامی در دانشگاه‌ها
- شناسایی و تربیت نیروهای وفادار، متعهد، همسو و هماهنگ با شاخصه‌های انقلاب اسلامی برای استمرار انقلاب اسلامی
- بسط فرهنگ و تفکر بسیجی و ارتقاء معرفت دینی و بینش فرهنگی، اجتماعی و سیاسی دانشجویان
- دفاع همه‌جانبه از انقلاب اسلامی و دستاوردهای آن در عرصه‌های گوناگون فکری، فرهنگی، علمی، سیاسی، اجتماعی و صنفی
- پاسداری از اصل تغییرناپذیر «نه شرقی، نه غربی» و هویت دینی.[۶]

## فعالیت‌ها
از جمله فعالیت‌های بسیج دانشجویی در کنار بسیج دانش‌آموزی برگزاری اردوهایی تحت عنوان اردوی جهادی است که هر ساله در فصل تابستان برگزار می‌شود و هدف از برگزاری آن «محرومیت‌زدایی از روستاها و مناطق محروم» اعلام شده است.

## رؤسا
رؤسای سازمان بسیج دانشجویی از ابتدا فرجیان‌زاده، علیرضا زاکانی، مهران طهماسبی، محمدرضا مردانی، رضا سراج، حسین قدیانی، محمدودود حیدری، داود گودرزی، حامد کرمانیون، محمدجواد نیک‌روش و محمدحسین کفعمی بوده‌اند. در حال حاضر هادی قاسمی، رئیس سازمان بسیج دانشجویی است.

## تحریم
دوشنبه ۲۲ مه ۲۰۲۳ اتحادیه اروپا دو نهاد و ۷ مقام جمهوری اسلامی از جمله بسیج دانشجویی را به دلیل نقض «جدی» حقوق بشر در ایران و به عنوان بخشی از نیروهای وابسته به سپاه که در اِعمال خشونت علیه اعتراضات دانشجویی در دانشگاه‌های مختلف ایران در پاییز ۱۴۰۱ که «متعاقباً در سرکوب و نقض جدی حقوق بشر از جمله ربایش و شکنجه» معترضان نقش داشته‌اند، تحت تحریم قرار داد.